# Pasorapa (gemeente)
Pasorapa is een gemeente (municipio) in de Boliviaanse provincie Campero in het departement Cochabamba. De gemeente telt naar schatting 7.228 inwoners (2018). De hoofdplaats is Pasorapa.